# 坎门鳌龙鱼灯舞
坎门鳌龙鱼灯舞，简称鳌龙鱼灯或鳌龙鱼灯舞，又称西台鱼灯，是一种流行于浙江玉环的坎门一带的舞龙，是一种群体性的舞蹈艺术，参舞者身穿渔家特色的表演服装，凭借鳌龙鱼虾造型的灯彩道具和舞蹈，表达渔民征服海洋的意志与对丰收的祈求。主要有灯塔鱼灯和红旗鱼灯两类，分别归属于今天的坎门街道灯塔社区和坎门街道红旗社区。
坎门鳌龙鱼灯舞的历史最早可追溯到清朝，原只是单纯的鱼灯，后来龙、龙珠等元素逐渐加入增强了表演的观赏性。全舞的高潮在“鳌龙抢珠”环节，龙、珠有分有合，有别于其他舞龙的戏龙珠环节。该舞蹈氛围热烈，欢快奔放，具有一定艺术价值。坎门鳌龙鱼灯舞成为玉环海洋文化的象征，被列入浙江省非物质文化遗产名录。

## 历史
玉环是中华人民共和国14个海岛县之一，境内岛屿林立、海礁棋布，有50多个岛屿。而坎门则是该国东南沿海远近闻名的海岛渔港。相传，坎门前台（今坎门街道灯塔社区）社庙里的蔡王是掌管一方水土的神灵，保佑当地的风调雨顺和渔民满载而归，深受靠海谋生的当地渔民崇拜。为了表达敬意和感激，祈求平安丰收，灯塔渔民在每年农历十二月廿五举行仪式祭拜蔡王，其中鱼灯表演就是仪式中最主要的部分。清朝初年，坎门就盛行鱼灯巡游。:110据清朝《玉环厅志》风俗篇记载，玉环沿海岛屿春节期间，民间“制禽兽鳞鱼花灯入人家串演戏阵，笙歌达旦，环观如堵”，可见鳞鱼花灯的串演，已有一百多年的传承历史。现今的鳌龙鱼灯是原先的灯塔鱼灯和红旗鱼灯的合称。前者主要在今坎门街道灯塔社区，后者主要在今坎门街道红旗社区。两者原本只是单纯的鱼灯，一支鱼灯队由12条鱼灯组成。后来，人们逐渐加入了龙、龙珠等，增强表演的观赏性。:111第二次国共内战和文化大革命期间，蔡府圣王庙曾被毁坏，舞龙也一度停止。庙重新修建之后，舞龙才得以继续。1971年，灯塔成立鳌龙鱼灯队，制作鳌龙鱼灯等活动由蔡府圣王庙牵头改为村民自发组织。

## 内容
鳌龙鱼灯舞活动过去一般以社庙的名义出面组织，由当地士绅、船主等操持。1949年后，一般由村、社等组织置办。:110坎门鳌龙鱼灯舞的表演者，除了舞鳌龙和龙珠等运动量较大的活，通常由训练有素的成年健壮劳动力担任外，其余一般都是由渔家的青少年来表演:110-111。表演者身穿渔家特色的表演服装，系腰带，男子扎头巾，女子则将头发梳成两个发髻盘在左右。鱼灯队的各种灯具都备双数。:110灯具为“T”形木架式，上横梁为灯座，下直档为手柄。用竹篾扎制轮廊，外用白漂布蒙住，用墨笔勾图上色，并装潢修饰。制作一只鱼灯需要12天。
舞灯人执一具鱼灯，分成两个顺序对应的队列。排在最先的是鳌，金色鳍是雄鳌，银色鳍是雌鳌，均由成年男子扮演。继而是各种鱼，有鲛鱼、黄鱼、鮸鱼、红虾、带鱼、鲳鱼、墨鱼等。随着轻松热烈的吹打乐声，各队列中的海豚先登场，然后在龙珠导引下的鳌龙登场，接着是黄鱼和其他各种鱼灯。全舞的高潮在“鳌龙抢珠”环节。音乐节奏逐渐加快，经过几番交接后，龙头已经衔住了龙珠，舞珠人躺倒在地继续逗引，而龙头紧追不舍。在环绕的其他鱼灯推波助澜之下，气氛变得紧张起来。这时，正在喝彩的围观者会把鞭炮、烟花等射向场中。龙、珠有分有合，有别于其他舞龙的戏龙珠环节。:111-112有专家认为，鳌龙鱼灯舞最与众不同的就是咬龙珠，称“在全国都没有看到过”。
鳌龙鱼灯有双元宝、流水阵（又称流水）、跳龙门、出龙门、四鳌戏珠、八卦阵、梅花阵、四角回环（又称四方回环）、五路梅花、十字交叉等十种舞步阵法。主舞者是持鳌龙和持龙珠灯具的成年人，基本步法是小跑，并在马步和弓步间跳转腾身，步步向前。双手高举过肩，肘、臂握杆，大幅度、力度地回环舞动。其他表演者脚踏碎步或小跑步，进三退一，举灯具及肩，以肘、腕转动为主，模仿鱼游动的姿势，摇头摆尾。:112鱼灯表演的阵式和步法，随锣鼓的音乐节奏而变换。音乐在表演过程中有指挥、控制鱼灯队舞蹈、队形变化和节奏的作用。器乐主要由大锣、小锣、钹、木鱼、镲等吹打乐器组成，主要采用《将军令》《马灯调》等曲。:112

## 特色
鳌龙鱼灯舞凭借鳌龙鱼虾造型的灯彩道具和舞蹈，以翻、滚、腾、跃的大幅度动作，展示五彩缤纷的海洋世界。寓有渔民对鳌龙、对大自然的敬畏，对大海的情感记忆和共鸣，也表现了渔民们敢于驾驭大海、争胜好强、顽强拼搏的台州式性格和精神面貌。氛围热烈欢快奔放，阐发了渔民对大海的情感记忆，表达渔民征服海洋的意志与对丰收的祈求。坎门鳌龙鱼灯舞流传至今，具有一定艺术价值。:112-114

## 保护及荣誉
到2015年，坎门鳌龙鱼灯舞的师徒传承教学活动仍在有序开展，但熟练道具制作的现存传承人所剩无几，且均年过七旬，该技艺濒临消失。2006年6月，坎门鳌龙鱼灯舞以“坎门灯塔鱼灯”之名，被列入第一批台州市非物质文化遗产代表作名录。 2009年6月22日，坎门鳌龙鱼灯舞被列入第三批浙江省非物质文化遗产名录。坎门鳌龙鱼灯舞传承团体以灯塔鳌龙鱼灯队最具代表性。2010年，坎门灯塔鳌龙鱼灯队在浙江省龙舞大赛摘得金奖。同年6月端午节，赴北京参加首届中国农民艺术节，获得最高奖“精粹奖”和最佳组织奖，他们也是唯一由文化部选送的浙江民间表演团队。2011年10月，该队应邀参加第八届全国残疾人运动会开幕式演出。2014年6月赴台湾彰化参加第十届海峡两岸民间艺术节，增进两岸传统文化交流。坎门红旗鳌龙鱼灯队则2012年12月参加台州市舞龙大赛并获得金奖。:113 
2012年6月，家族第五代舞龙人李孙谦被评为第一批玉环县非物质文化遗产项目代表性传承人。同年6月7日，玉环县坎门第二初级中学因“将鱼龙灯舞传承与教学实践课程相结合，致力培育年轻一代传承人，使玉环渔区特色民俗文化得以有效传播与弘扬，为我县非物质文化遗产保护和乡土文化教育作出了示范”，而被玉环县教育局、玉环县文广新局命名为首家玉环县非物质文化遗产传承教学基地。2013年11月，浙江省文化厅公布第四批浙江省非物质文化遗产项目代表性传承人名单，李孙谦入选。2020年6月5日，玉环市坎门街道灯塔社区居民委员会和玉环市坎门街道红旗社区居民委员会被列为第二批玉环市非物质文化遗产传承基地。

## 延伸阅读
- 《今日玉环》：坎门鳌龙鱼灯舞的人文价值与艺术价值（页面存档备份，存于）